# Xã Mason, Quận Cerro Gordo, Iowa
Xã Mason (tiếng Anh: Mason Township) là một xã thuộc quận Cerro Gordo, tiểu bang Iowa, Hoa Kỳ. Năm 2010, dân số của xã này là 342 người.